# Sisseltjärnen, Västerbotten
Sisseltjärnen är en sjö i Skellefteå kommun i Västerbotten och ingår i Jävreån-Åbyälvens kustområde.